# Константиново (Суздальский район)
Константиново — село в Суздальском районе Владимирской области России, входит в состав Селецкого сельского поселения.

## География
Село расположено в 15 км на запад от райцентра города Суздаль.

## История
В «Духовной» Вотчичева Константиново называется селом, следовательно, в XVI столетии здесь уже существовала церковь и был приход. В селе в 1816 году на средства прихожан построена церковь, зданием каменная, с таковою же колокольнею. Престол в ней один – в честь равноапостольных царей Константина и Елены. В 1896 году в селе и деревне Григорьеве числится 102 двора, 281 душа мужского пола и 307 женского.
В конце XIX — начале XX века село входило в состав Яневской волости Суздальского уезда.
С 1929 года село входило в состав Гавриловского сельсовта Суздальского района.

## Население
| 1859 | 1905 | 1926 |
| ---- | ---- | ---- |
| 310  | 437  | 473  |

| 1859 | 1905 | 1926 | 2002 | 2010 | 2021 |
| ---- | ---- | ---- | ---- | ---- | ---- |
| 310  | ↗437 | ↗473 | ↘4   | ↘0   | ↗3   |

## Достопримечательности
В селе находится недействующая Церковь Константина и Елены (1816).